# Tiệc trà Boston
Tiệc trà Boston là một cuộc biểu tình mang tính chính trị và thương mại của Mỹ diễn ra vào ngày 16 tháng 12 năm 1773, bởi Sons of Liberty ở Boston thuộc bang Massachusetts, thuộc địa Mỹ. Mục tiêu là phản đối Đạo luật Trà (ban hành ngày 10 tháng 5 năm 1773), cho phép Công ty Đông Ấn Anh bán trà từ Trung Quốc tại các thuộc địa của Mỹ mà không phải trả thuế ngoài các khoản thuế trong Đạo luật Townshend đã áp đặt trước đó. Sons of Liberty đã lên tiếng phản đối mạnh mẽ các loại thuế trong Đạo luật Townshend vì cho rằng chúng vi phạm các quyền của họ. Đáp lại, các thành viên của Sons of Liberty đã cải trang thành những người Mỹ bản địa, phá hủy toàn bộ lô hàng trà do Công ty Đông Ấn gửi đến.
Những người biểu tình đã lên tàu và ném những thùng trà xuống Cảng Boston. Chính phủ Anh coi cuộc biểu tình này là hành động của sự phản quốc và phản ứng cực kì gay gắt. Vài ngày sau, Đảng Trà Philadelphia, thay vì tiêu hủy các lô hàng trà, lại gửi con tàu trở về Anh mà không dỡ hàng. Các tình tiết sau đó ngày càng leo thang và căng thẳng, dẫn đến thành cuộc Cách mạng Hoa Kỳ và biến sự kiện Tiệc trà Boston trở thành một sự kiện mang tính biểu tượng của lịch sử Hoa Kỳ. Kể từ đó, các cuộc biểu tình chính trị khác như phong trào Tiệc trà đã tự coi mình là người kế thừa lịch sử của cuộc biểu tình ở Boston năm 1773. 
Tiệc trà Boston là đỉnh điểm của một chuỗi cuộc phong trào phản kháng khắp nước Mỹ chống lại các chính sách của Anh đã áp đặt lên các thuộc địa Mỹ, đặc biệt là Đạo luật Trà, một loại thuế được Quốc hội Anh thông qua năm 1773. Những người thực dân phản đối Đạo luật Trà vì tin rằng nó vi phạm nguyên tắc "không có đại diện, không đóng thuế", họ cho rằng chỉ được bị đánh thuế bởi các đại diện do chính họ bầu ra chứ không phải bởi quốc hội nơi họ không có đại diện. Công ty Đông Ấn có mối quan hệ tốt cũng đã được hưởng lợi thế cạnh tranh so với các nhà nhập khẩu trà thuộc địa, nhiều người không hài lòng với động thái này và lo ngại sẽ có thêm những hành vi làm ảnh hưởng tới hoạt động kinh doanh của họ. Những người biểu tình đã ngăn cản việc dỡ trà ở ba thuộc địa khác, nhưng tại Boston, Thống đốc Hoàng gia Thomas Hutchinson đã từ chối yêu cầu trả lại lô hàng trà về Vương quốc Đại Anh. 
Tiệc trà Boston là một sự kiện quan trọng giúp đẩy nhanh và tăng cường sự ủng hộ của người thuộc địa đối với Cách mạng Hoa Kỳ. Nghị viện Anh đã đáp trả bằng cách thông qua Đạo luật cưỡng chế năm 1774, cùng với các điều khoản khác, đã chấm dứt quyền tự trị địa phương ở Massachusetts và đóng cửa các hoạt động thương mại của Boston. Những người thực dân trên khắp Mười ba thuộc địa đã phản ứng vô cùng gay gắt với Đạo luật cưỡng chế bằng các hành động phản kháng bổ sung, và bằng cách triệu tập Đại hội lục địa lần thứ nhất ở Philadelphia, kiến nghị viện quốc vương Anh phải bãi bỏ các đạo luật và phối hợp kháng chiến thuộc địa đối với chúng, lên đến đỉnh điểm là Hiệp hội lục địa tháng 10 năm 1774. Cuộc khủng hoảng leo thang, dẫn đến Trận Lexington và Concord vào ngày 19 tháng 4 năm 1775, đánh dấu sự khởi đầu của Chiến tranh Cách mạng Hoa Kỳ.